# Robert E. McLaughlin
Robert Enoch McLaughlin (* 4. Februar 1907 in Hobbieville, Greene County, Indiana, Vereinigte Staaten; † 19. November 1978 in Brooklin, Hancock County, Maine, Vereinigte Staaten) war ein US-amerikanischer Politiker. Zwischen 1956 und 1961 war er als Präsident des Board of Commissioners Bürgermeister der Bundeshauptstadt Washington, D.C.

## Werdegang
Die Quellenlage über Robert McLaughlin ist sehr schlecht. Er wurde in Illinois geboren und lebte dann zumindest zeitweise in Washington D.C. Politisch schloss er sich der Republikanischen Partei an. Im Juli 1960 nahm er als Delegierter an der Republican National Convention in Chicago teil, auf der Richard Nixon als dann erfolgloser Präsidentschaftskandidat nominiert wurde.
1955 wurde McLaughlin Mitglied des aus drei Personen bestehenden Gremiums Board of Commissioners, das die Stadt Washington regierte. Innerhalb dieser Gruppe wurde er 1956 zum Vorsitzenden bestimmt. In dieser Eigenschaft übte er faktisch das Amt des Bürgermeisters aus, auch wenn dieser Titel zwischen 1871 und 1975 offiziell nicht benutzt wurde. Diesen Posten bekleidete er zwischen 1956 und 1961. Nach seiner Zeit als Leiter des Board of Commissioners verliert sich seine Spur wieder.